# Нух ибн Асад
Нух ибн Асад (перс. نوح بن اسد‎‎) — правитель Самарканда в 819—842 годах из династии Саманидов. Он был сыном Асад ибн Самана и внуком основателя династии Саман-худата.
В 819 году Нух ибн Асад получил Самарканд от наместника Хорасана Хасана ибн Абада с одобрения халифа аль-Мамуна, за поддержку во время восстания Рафи ибн Лейса.
Известный арабский географ IX века ибн Хордадбех, который вел налоговое обложение в Арабском халифате, писал,что Нух ибн Асад владеет большей частью Согда.
Нух продолжал править Самаркандом до своей смерти в 842 году. После смерти Нуха Абдалла, наместник Хорасана, назначил двух братьев Нуха, Яхья ибн Асада и Ахмада ибн Асада, совместно править Самаркандом.

## Внешняя политика
Нух во внешний политики выступал как глава семьи и чеканил собственную медную монету (фельсы) не только в Самарканде, но и в Бинкенте.
В 840 году Нух начал войну против караханидов Семиречья во главе с Бильге Кюль Кадыр-каганом. В этом же году он захватил Исфиджаб (ныне Сайрам, Казахстан) и построил стену, чтобы защитить города, селения и земли  от тюрок-кочевников, живущих недалеко от границ Саманидского государства.